# Detarioideae
Detarioideae potporodica mahunarki s osamdesetak rodova uglavnom iz Afrike i Azije., ime je došlo po rodu (Detarium).

## Opis
Detarioideae obuhvaća 79 rodova i oko 760 vrsta, gotovo isključivo tropskih s vrstama prisutnim na svim kontinentima. Iako se povijesno smatralo dvama plemenima, monofilija ove skupine jasno je pokazana u svim filogenetskim analizama, a generički sadržaj Detarioideae ostao je relativno stabilan od sredine 1800. godine. Trenutno je šest plemena prepoznato unutar Detarioideae: Afzelieae, Amherstieae, Barnebydendreae, Detarieae, Saraceae i Schotieae.
Potporodica je neobična jer uključuje mnogo monospecifičnih rodova (35%) i samo 9 rodova s više od 20 vrsta. Detarioideae se razlikuje od ostalih potporodica po prisutnosti intrapetiolarnih stipula i dobro razvijenih brakteola, a koje često imaju zaštitnu funkciju. Međutim, floralna morfologija je izuzetno varijabilna i, u mnogim taksonima, vrlo modificirana s upečatljivim razlikama u floralnoj simetriji, broju čašica, latica i prašnika, te spajanju i potiskivanju flornih organa. Potporodica uključuje velike vrste drveća koje prevladavaju u vlažnim šumskim staništima afričkih, američkih i azijskih tropa, ali također čine ekološki dominantne elemente u drugim tipovima staništa (npr. suhe šume Miombo u istočnoj Africi u kojima dominira Brachystegia).
Iako je nekoliko fosila pripisano u Detarioideae, uključujući neke izvanredne fosile cvijeća, voća i drva sačuvane u jantaru, starost potporodice ostaje sporna s procjenama starosti krune od ranog paleocena do srednjeg eocena.

### Glavne značajke
Detarioideae su srednje do visoko drveće ili ponekad grmovi. Specijalizirani ekstracvjetni nektariji često su prisutni na donjoj strani listića ili listova (ali nikad se ne nalaze na peteljci). Stipule kod Detarioideae razlikuju se po tome što se nalaze u intrapetiolarnom položaju. Listovi su obično perasti, ali ponekad jednolisni i rijetko jednostavni. Detarioideae se često prepoznaju po velikim, često petaloidnim brakteolama koje mogu služiti zaštitnoj i privlačnoj funkciji, ali mogu biti i male. Cvjetovi su varijabilni (ali nikad papilionasti, leptiroliki), obično s pet čašica, ali s dve adaksijalne čašice često srasle tako da čaška izgleda četverostruka. Latice su slobodne i variraju u broju od jedne do pet, ali mogu i biti odsutne. Obično je prisutno 10 prašnika (broj može varirati), a povremeno su prisutni i staminodiji. Plodovi su većinom drvenaste mahune koje se ne otvaraju, a ponekad su i nerascjepljene i samaroidne.

### Rasprostranjenost i ekologija
Vrste Detarioideae gotovo su isključivo tropske, osim Schotia Jacq., koja se javlja u suptropskoj Južnoj Africi. Detarioideae se uglavnom pojavljuju u biomu tropske prašume, ali neke su vrste autohtone u biomu sukulenta. Unatoč pantropskoj rasprostranjenosti, većina vrsta nalazi se u Africi i na Madagaskaru (58% rodova i c. 330 spp). Detarioideae uključuju mnoge ekološki važne vrste drveća u afričkim prašumama i nizinskim vlažnim šumama Neotropika. Neke vrste Detarioideae formiraju velike sastojine i dominantne su vrste u različitim tipovima šuma. Nasuprot tome, u azijskim tropskim kišnim šumama kojima dominira dipterokarp, iako su prisutne, ne dominiraju.

### Ljudska upotreba
Mnogi članovi potporodice su od ekonomske važnosti zbog svojih guma i smola (Hymenaea), ulja (Copaifera), hrane (Tamarindus), drva i ukrasnog bilja. Biljke ove potporodice daju drvo (npr. Aphanocalyx, Berlinia, Didelotia, Hymenaea, Peltogyne i Tetraberlinia), od kojih su neke vrlo vrijedne (npr. vrste Guibourtia), nekoliko vrsta je izvor korisnih smola (npr. Copaifera, Hymenaea), a tamarindus se koristi kao začin za kuhanje. Neke su vrste također dio kulturne baštine, koriste se za rituale i lijekove ili se smatraju svetim drvećem (npr. nekoliko vrsta Brownea i Copaifera religiosa).

## Tribusi
1. Tribus Afzelieae Estrella, L.P. Queiroz & Bruneau
  1. Afzelia Sm. (11 spp.)
  2. Brodriguesia R. S. Cowan (1 sp.)
  3. Intsia Thouars (2 spp.)
2. Tribus Amherstieae Benth.
  1. Amherstia
  2. Annea
  3. Anthonotha
  4. Aphanocalyx
  5. Berlinia
  6. Bikinia
  7. Brachycylix
  8. Brachystegia
  9. Brownea
  10. Browneopsis
  11. Crudia
  12. Cryptosepalum
  13. Cynometra
  14. Dicymbe
  15. Didelotia
  16. Ecuadendron
  17. Elizabetha
  18. Englerodendron
  19. Gabonius
  20. Gilbertiodendron
  21. Heterostemon
  22. Humboldtia
  23. Hymenostegia
  24. Icuria
  25. Isoberlinia
  26. Julbernardia
  27. Lebruniodendron
  28. Leonardoxa
  29. Leucostegane
  30. Librevillea
  31. Loesenera
  32. Macrolobium
  33. Maniltoa
  34. Michelsonia
  35. Micklethwaitia
  36. Microberlinia
  37. Neochevalierodendron
  38. Normandiodendron
  39. Oddoniodendron
  40. Paloue
  41. Paloveopsis
  42. Paramacrolobium
  43. Plagiosiphon
  44. Polystemonanthus
  45. Pseudomacrolobium
  46. Scorodophloeus
  47. Talbotiella
  48. Tamarindus
  49. Tetraberlinia
  50. Zenkerella
3. Tribus Barnebydendreae Estrella, L.P.Queiroz & Bruneau
  1. Barnebydendron J. H. Kirkbr. (1 sp.)
  2. Goniorrhachis Taub (1 sp.)
4. Tribus Detarieae DC.
  1. Augouardia
  2. Baikiaea
  3. Brandzeia
  4. Colophospermum
  5. Copaifera
  6. Daniellia
  7. Detarium
  8. Eperua
  9. Eurypetalum
  10. Gilletiodendron
  11. Gossweilerodendron
  12. Guibourtia
  13. Hardwickia
  14. Hylodendron
  15. Hymenaea
  16. Kingiodendron
  17. Neoapaloxylon
  18. Oxystigma
  19. Peltogyne
  20. Prioria
  21. Sindora
  22. Sindoropsis
  23. Stemonocoleus
  24. Tessmannia
5. Tribus Saraceae Estrella, L.P.Queiroz & Bruneau
  1. Endertia Steenis & de Wit
  2. Lysidice Hance
  3. Saraca L.
6. Tribus Schotieae
  1. Schotia Jacq.

### 2022 Worldplants - Dr. Michael Hassler
1. Tribus Cynometra group
  1. Cynometra L. (92 spp.)
  2. Cynometra s. lat. (19 spp.)
  3. Brenaniodendron J. Léonard (1 sp.)
  4. Zenkerella Taub. (5 spp.)
  5. Lebruniodendron J. Léonard (1 sp.)
  6. Umtiza Sim (1 sp.)
  7. Scorodophloeus Harms (3 spp.)
  8. Leonardoxa Aubrév. (1 sp.)
  9. Schotia Jacq. (4 spp.)
  10. Normandiodendron J. Léonard (2 spp.)
2. Tribus Hymenostegia group
  1. Loesenera Harms (4 spp.)
  2. Annea Mackinder & Wieringa (2 spp.)
  3. Hymenostegia (Benth.) Harms (15 spp.)
  4. Gabonius Mackinder & Wieringa (1 sp.)
  5. Talbotiella Baker fil. (9 spp.)
  6. Plagiosiphon Harms (5 spp.)
  7. Neochevalierodendron J. Léonard (1 sp.)
  8. Eurypetalum Harms (3 spp.)
  9. Lysidice Hance (2 spp.)
  10. Saraca L. (13 spp.)
  11. Leucostegane Prain (2 spp.)
  12. Endertia Steenis & de Wit (1 sp.)
  13. Daniellia Benn. (10 spp.)
  14. Afzelia Sm. (11 spp.)
  15. Intsia Thouars (2 spp.)
  16. Brodriguesia R. S. Cowan (1 sp.)
3. Tribus Hymenaea group
  1. Peltogyne Vogel (27 spp.)
  2. Hymenaea L. (20 spp.)
  3. Ecuadendron D. A. Neill (1 sp.)
4. Tribus Crudia group
  1. Crudia Schreb. (59 spp.)
  2. Neoapaloxylon Rauschert (3 spp.)
  3. Brandzeia Baill. (1 sp.)
  4. Prioria Griseb. (14 spp.)
  5. Augouardia Pellegr. (1 sp.)
  6. Stemonocoleus Harms (1 sp.)
  7. Hardwickia Roxb. (2 spp.)
  8. Guibourtia Benn. (14 spp.)
5. Tribus Detarium group
  1. Goniorrhachis Taub (1 sp.)
  2. Gilletiodendron Vermoesen (5 spp.)
  3. Tessmannia Harms (13 spp.)
  4. Baikiaea Benth. (7 spp.)
  5. Hylodendron Taub. (1 sp.)
  6. Sindora Miq. (20 spp.)
  7. Sindoropsis J. Léonard (1 sp.)
  8. Copaifera L. (40 spp.)
  9. Detarium Juss. (4 spp.)
6. Tribus Brownea group
  1. Barnebydendron J. H. Kirkbr. (1 sp.)
  2. Eperua Aubl. (15 spp.)
  3. Paloue Aubl. (15 spp.)
  4. Brachycylix (Harms) R. S. Cowan (1 sp.)
  5. Heterostemon Desf. (8 spp.)
  6. Brownea Jacq. (21 spp.)
  7. Browneopsis Huber (8 spp.)
7. Tribus Berlinia group
  1. Michelsonia Hauman (2 spp.)
  2. Tetraberlinia (Harms) Hauman (6 spp.)
  3. Microberlinia A. Chev. (2 spp.)
  4. Oddoniodendron De Wild. (5 spp.)
  5. Englerodendron Harms (19 spp.)
  6. Julbernardia Pellegr. (11 spp.)
  7. Isoberlinia Craib & Stapf (5 spp.)
  8. Berlinia Sol. ex Hook. fil. & Benth. (21 spp.)
  9. Dicymbe Spruce ex Benth. & Hook. (20 spp.)
  10. Polystemonanthus Harms (1 sp.)
8. Tribus Macrolobium group
  1. Gilbertiodendron J. Léonard (39 spp.)
  2. Paramacrolobium J. Léonard (1 sp.)
  3. Anthonotha P. Beauv. (21 spp.)
  4. Macrolobium Schreb. (76 spp.)
9. Tribus Amherstia group
  1. Humboldtia Vahl (8 spp.)
  2. Tamarindus L. (1 sp.)
  3. Amherstia Wall. (1 sp.)
10. Tribus Brachystegia group
  1. Brachystegia Benth. (33 spp.)
  2. Librevillea Hoyle (1 sp.)
  3. Bikinia Wieringa (10 spp.)
  4. Aphanocalyx Oliv. (14 spp.)
  5. Icuria Wieringa (1 sp.)
  6. Didelotia Baill. (13 spp.)
  7. Cryptosepalum Benth. (12 spp.)